# Eugans
Els eugans (en llatí Euganei) eren un antic poble del nord d'Itàlia.
En temps històrics era un poble poc important, però sembla que en temps antics eren poderosos i s'estenien per una gran part del territori. Titus Livi diu que havien ocupat tots els Alps fins a la mar Adriàtica, d'on en van ser expulsats pels vènets. Plini el Vell descriu Verona habitada per un poble rètic i pels eugans, i diu que Valeri Cató donava una llista amb 34 ciutats d'aquest poble i encara que els pobles dels triumpilins i els camuns, que vivien molt a l'oest, a la Vall Caminica i a la Vall Trompia, eren d'origen eugà.
Es pensa que efectivament que els vènets els van expulsar dels seus assentaments al nord dels Alps, i es van establir a les valls de la part sud on encara hi eren en temps de Plini com a poble independent, encara que van rebre la ciutadania llatina. Ocupaven entre altres llocs la zona volcànica entre Patavium i Verona avui anomenada muntanyes Euganes (antigament Colli Euganei). Lucà parla dels colli Euganei, i els relaciona amb els banys d'Aponus i Marc Valeri Marcial fa referència a les mateixes aigües. En un altre lloc, Marcial esmenta als eugans com habitants d'Ateste, al peu de les muntanyes Euganes. Sidoni Apol·linar dona el nom de "cartes euganes" a les cartes escrites per Titus Livi.
Els antics autors els consideraven d'ètnia diferent dels rètics i dels vènets, i també dels gals, que després van ocupar aquesta part d'Itàlia, però no els saben donar cap origen mes que el derivat de la semblança entre el seu nom i la paraula grega "ἐυγενε̂ις" (eugeneis, ben nascut), una falsa etimologia que els feia pensar en un origen grec del poble.
Plini diu que la seva tribu principal era la dels stoenis o stonis, nom que Estrabó assigna a una petita tribu alpina de situació desconeguda.